# Wuliji (socken i Kina, lat 40,74, long 104,51)
Wuliji (kinesiska: 乌力吉, 乌力吉苏木) är en socken i Kina. Den ligger i den autonoma regionen Inre Mongoliet, i den norra delen av landet, omkring 600 kilometer väster om regionhuvudstaden Hohhot. Antalet invånare är 1809. Befolkningen består av 721 kvinnor och 1 088 män. Barn under 15 år utgör 10,0 %, vuxna 15-64 år 83 %, och äldre över 65 år 6,0 %.
Genomsnittlig årsnederbörd är 207 millimeter. Den regnigaste månaden är juni, med i genomsnitt 51 mm nederbörd, och den torraste är mars, med 2 mm nederbörd.